# Bannock (popolo)
I Bannock, o Banate, sono una tribù di Nativi Americani stanziata nell'Oregon e nel Sud dell'Idaho. Appartenevano alla famiglia culturale degli Shoshoni. Oggi vivono insieme agli Shoshoni nella riserva indiana di Fort Hall.

## Lingua
I Bannock parlano la lingua shoshone che derivava da una lingua chiamata Uto-Azteca, proveniente dal Messico

## Storia
I Bannock arrivarono in America insieme agli Shoshoni. Nel 1878 organizzarono una rivolta che degenerò nella guerra bannock.